# Pic à tête blanche
Leuconotopicus albolarvatus
Espèce
Statut de conservation UICN

 LC  : Préoccupation mineure
Le Pic à tête blanche (Leuconotopicus albolarvatus) est une espèce d'oiseaux de la famille des Picidae.
Cet oiseau fréquente les forêts de pin alticoles de l'ouest nord-américain.

## Liste des sous-espèces
- L. a. albolarvatus (Cassin, 1850) — de la Colombie-Britannique à la Californie ;
- L. a. gravirostris (Grinnell, 1902) — sud de la Californie.